# Гильом де Сен-Клу
Гильом (Вильям) де Сен-Клу — французский астроном конца XIII века, один из выдающихся астрономов европейского средневековья.
О жизни Гильома практически ничего не известно. Часть жизни он провёл в городке Сен-Клу (к западу от Парижа) и, возможно, в Париже. Свою работу в области астрономии Гильом начал по меньшей мере в 1285 году, когда он наблюдал соединение Юпитера и Сатурна. Его работа в области календаря была хорошо известна при французском королевском дворе.
Сохранилось два сочинения Гильома. Более раннее из них, Directorium (что означает просто Руководство) написано около 1292 года и посвящено вопросам устройства календаря и неравномерности видимого движения небесных светил. Гильом отметил неадекватность применявшегося тогда церковного календаря и разработал свой собственный календарь, основанный исключительно на астрономических принципах. Приводится также результат собственного определения наклона эклиптики к небесному экватору (23°34') и даты весеннего равноденствия.
Второе известное сочинение Гильома, Альманах, также написано около 1292 года. Оно представляет собой астрономические таблицы, рассчитанные на период с 1292 по 1312 годы. Приводятся небесные координаты Солнца и Луны (на каждый день), для внешних планет (с интервалом в 10 дней) и внутренних планет (с интервалом в 5 дней). Точность вычисления небесных координат светил составляет около 1 минуты дуги. Отмечена неадекватность Толедских таблиц, основного руководства по практической астрономии того периода.
Во Введении к Альманаху Гильом приводит результат собственного определения постоянной прецессии и опровергает популярную среди средневековых астрономов теорию трепидации, согласно которой прецессия либо носит колебательный характер, либо её скорость периодически меняется со временем. Гильом даёт также детальное описание методики наблюдения затмений Солнца с помощью камеры-обскуры. Описание Гильома показывает, что он хорошо понимал принципы работы этого инструмента. Гильом отметил также, что камера-обскура может быть использована для измерения диапазона измерения видимого диаметра Солнца c целью определения солнечного эксцентриситета. Первыми, кто реально использовали данной инструмент с этой целью, были астрономы XIV века Леви бен Гершом и Ибн аш-Шатир.